# Michael Terwiesche
Michael Terwiesche (* 27. Februar 1964 in Moers) ist ein deutscher Politiker (FDP). Er war im Jahr 2005 für wenige Monate Bundestagsabgeordneter.

## Leben
Terwiesche leistete nach dem Abitur seinen Zivildienst in einer Behindertenwerkstatt ab. Er studierte an der Philipps-Universität Marburg und der London School of Economics and Political Science und ging nach Ende des Studiums als wissenschaftlicher Mitarbeiter an die Ruhr-Universität Bochum. Anschließend arbeitete er als Rechtsanwalt und Fachanwalt für Verwaltungsrecht.
Bereits 1986 wurde Terwiesche Bezirksvorsitzender der Jungen Liberalen Niederrhein, er blieb dies bis 1987. Im Jahr 1998 wurde er Vorsitzender des FDP-Kreisverbandes Wesel und im Jahr 1999 wurde er Vorsitzender der FDP-Kreistagsfraktion in Wesel. Nachdem der Bundestagsabgeordnete Andreas Pinkwart auf sein Mandat verzichtet hatte, rückte Terwiesche am 28. Juni 2005 für ihn nach. Er schied nach der Bundestagswahl 2005 wieder aus dem Bundestag aus.
Seit Januar 2023 ist Terwiesche stellvertretender Landesvorsitzender der FDP in Nordrhein-Westfalen.
Er ist Alter Herr der Schwarzburgverbindung Frankonia Marburg.